# Temptació de Crist

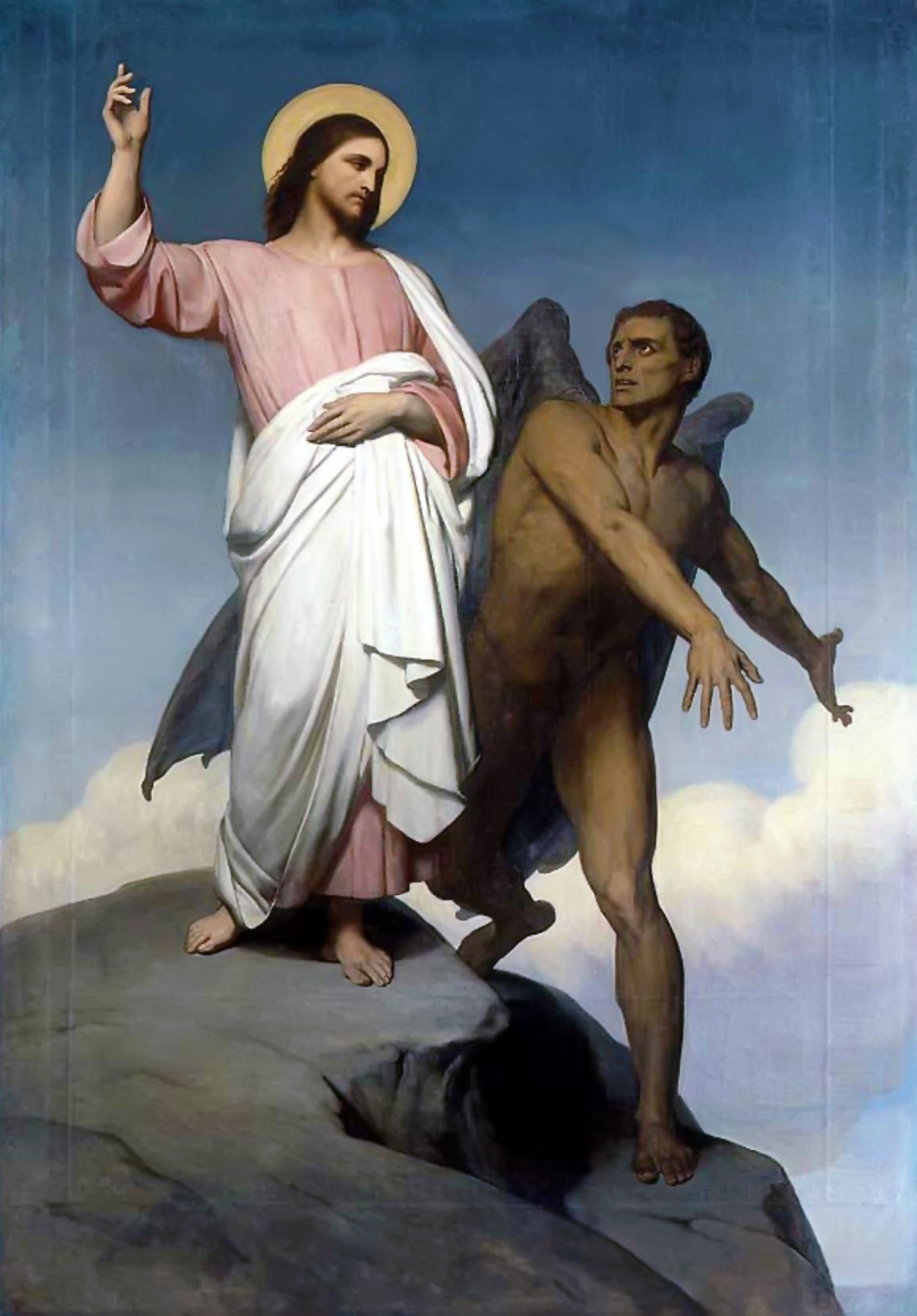
The Temptation of Christ (1854) d'Ary Scheffer

La Temptació de Crist fa referència als passatges dels evangelis que expliquen com Jesús de Natzaret va anar al desert per meditar després del baptisme i com allà se li va aparèixer el dimoni per temptar-lo. Jesús va estar al desert quaranta dies i les temptacions van ser tres: el dimoni li va oferir convertir les pedres en pa (estava fent dejuni), llançar-se des de dalt d'un temple per fer un miracle i salvar-se o tenir tots els regnes del món a canvi d'adorar el diable. Jesús va rebutjar les tres i va superar així la prova abans de començar a predicar.

## Precedents en el judaisme
Un enfrontament entre un altre "Jesús" i un altre "diable" eren coneguts pels primers lectors, a causa de la utilització d'aquests noms en la versió grega del capítol 3 de Zacaries. Aquesta visió és simbòlica i probablement es refereix als esdeveniments històrics en Nehemies 13
L'expectativa que el Messies s'aturi sobre el sostre del temple apareix en els textos rabínics.

## Anàlisi
El nombre quaranta apareix repetidament a la Bíblia com a sinònim de molts temps, indicant que Jesús va superar una llarga prova interior per tal de preparar-se per a la seva vida pública. Els comentaristes bíblics veuen un paral·lelisme entre aquest episodi i les temptacions de l'Antic Testament, començant per la que va provocar l'expulsió del paradís terrenal: Crist supera Adam resistint el mal i així pot salvar després tota la humanitat en la seva mort i ressurrecció (la Passió de Jesús).
Segons el cristianisme, el diable vol que Jesús caigui en el pecat (avarícia, gola i orgull) i així es desviï del camí marcat per Déu. Genèricament, fan referència a l'ambició, a l'afany de demostrar el seu poder, lluny de la humilitat pròpia de Jesús.

## Llegat
El passatge ha inspirat, per exemple, la pel·lícula The Last Temptation of Christ, de Martin Scorsese. És un motiu recurrent en les arts plàstiques i en la literatura (John Milton i Fiódor Dostoievski en serien dues fites remarcables).